# Latrodectus renivulvatus
Latrodectus renivulvatus är en spindelart som beskrevs av Friedrich Dahl 1902. 
Latrodectus renivulvatus ingår i släktet änkespindlar, och familjen klotspindlar. Inga underarter finns listade i Catalogue of Life.